# Paul Reed
Paul Reed (Flórida, 14 de junho de 1999) é um jogador norte-americano de basquete profissional que atualmente joga no Detroit Pistons da National Basketball Association.
Ele jogou basquete universitário na Universidade DePaul e foi selecionado pelo Philadelphia 76ers como a 58ª escolha geral no draft da NBA de 2020.

## Início da vida e carreira no ensino médio
Reed cresceu em Orlando, Flórida e estudou na Wekiva High School. Reed cresceu de 1,87 m para 1,98 m em seu segundo ano e para 2,03 m em seu último ano.
Em seu último ano, ele teve médias de 18,2 pontos e 11,4 rebotes e foi eleito o Jogador do Ano da Flórida Central ao liderar a sua equipe para a final do campeonato estadual.
Classificado como um recruta de três estrelas e o 235ª melhor jogador de sua classe, Reed se comprometeu a jogar basquete universitário na Universidade DePaul, rejeitando as ofertas de Clemson, Kansas State, Rutgers e Murray State.

## Carreira universitária
Como calouro, Reed teve médias de 3,6 pontos e 3,1 rebotes em 28 jogos. Ele recebeu mais tempo de jogo no final da temporada e teve médias de 5,6 pontos e 4,6 rebotes nos últimos 14 jogos da temporada.
Em seu segundo ano, Reed teve médias de 12,3 pontos e 8,5 rebotes e foi eleito o Jogador que Mais Evoluiu da Big East Conference. No College Basketball Invitational de 2019, ele teve médias de 18,3 pontos, 10,3 rebotes, 2,7 bloqueios e 2,2 roubos de bola enquanto ajudava a liderar o Blue Demons à final.
Em sua última temporada, ele registrou 23 pontos e nove rebotes na vitória por 79-66 sobre Butler em 18 de janeiro. Reed perdeu vários jogos em fevereiro e março devido a uma lesão no quadril. Na conclusão da temporada regular, ele foi nomeado para a Segunda-Equipe da Big East após ter média de 15,1 pontos e terminar em segundo na conferência em rebotes (10,7), bloqueios (2,6) e roubos de bola (1,9). Ele teve 18 duplos-duplos na temporada.
Após a temporada, Reed se declarou para o draft da NBA de 2020, renunciando a sua última temporada de elegibilidade universitária.

## Carreira profissional

### Philadelphia 76ers (2020–2024)
Reed foi selecionado pelo Philadelphia 76ers como a 58ª escolha geral no draft da NBA de 2020. Em 3 de dezembro, ele assinou com os 76ers em um contrato bidirecional, o que significa que dividiria o tempo entre os 76ers e o seu afiliado da G-League, o Delaware Blue Coats. Reed fez sua estreia na NBA em 4 de janeiro de 2021, jogando os 90 segundos finais do jogo e marcando dois pontos na vitória por 118-101 sobre o Charlotte Hornets.
Ele jogou com os Blue Coats durante a temporada reduzida da G-League em 2021, onde ganhou os prêmios de MVP e Novato do Ano da liga. Em 26 de março de 2021, o Philadelphia 76ers anunciou que havia convertido Reed em um contrato padrão da NBA.
Em 27 de novembro de 2022, Reed pegou 13 rebotes e marcou 12 pontos durante uma vitória sobre o Orlando Magic. Em 2 de maio de 2023, Reed acertou quatro lances livres decisivos, levando os 76ers à vitória no Jogo 1 das Semifinais da Conferência Leste contra o Boston Celtics.
Em 8 de julho de 2023, Reed aceitou uma oferta de três anos e US$ 23 milhões do Utah Jazz. O Philadelphia 76ers igualou essa oferta no dia seguinte.
Em 27 de janeiro de 2024, Reed registrou um recorde pessoal de 30 pontos, juntamente com 13 rebotes, em uma derrota por 111 a 105 para o Denver Nuggets.
Em 6 de julho de 2024, Reed foi dispensado pelos 76ers.

### Detroit Pistons (2024–Presente)
Em 9 de julho de 2024, o Detroit Pistons contratou Reed.

## Estatísticas da carreira

### NBA

#### Temporada regular
| Ano      | Equipe       | PJ  | PT | MPJ  | AP   | 3P   | LL   | RT  | AS  | BR | TO  | PPJ |
| -------- | ------------ | --- | -- | ---- | ---- | ---- | ---- | --- | --- | -- | --- | --- |
| 2020–21  | Philadelphia | 26  | 0  | 6.8  | .538 | .000 | .500 | 2.3 | .5  | .4 | .5  | 3.4 |
| 2021–22  | Philadelphia | 38  | 2  | 7.9  | .563 | .250 | .429 | 2.4 | .4  | .9 | .4  | 3.1 |
| 2022–23  | Philadelphia | 69  | 2  | 10.9 | .593 | .167 | .745 | 3.8 | .4  | .7 | .7  | 4.2 |
| 2023–24  | Philadelphia | 82  | 24 | 19.4 | .540 | .368 | .718 | 6.0 | 1.3 | .8 | 1.0 | 7.3 |
| Carreira | Carreira     | 215 | 28 | 11.2 | .558 | .196 | .598 | 3.6 | .6  | .7 | .6  | 4.5 |

#### Playoffs
| Ano      | Equipe       | PJ | PT | MPJ  | AP   | 3P   | LL    | RT  | AS | BR | TO | PPJ |
| -------- | ------------ | -- | -- | ---- | ---- | ---- | ----- | --- | -- | -- | -- | --- |
| 2021     | Philadelphia | 3  | 0  | 3.7  | .500 | —    | —     | 2.7 | .0 | .0 | .3 | 1.3 |
| 2022     | Philadelphia | 12 | 0  | 11.6 | .528 | .667 | .571  | 3.8 | .8 | .8 | .5 | 3.7 |
| 2023     | Philadelphia | 11 | 2  | 14.3 | .579 | —    | 1.000 | 5.5 | .6 | .5 | .4 | 4.6 |
| Carreira | Carreira     | 26 | 2  | 9.8  | .535 | .667 | .785  | 4.0 | .4 | .4 | .4 | 3.1 |

### Universitário
| Ano      | Equipe   | PJ | PT | MPJ  | AP   | 3P   | LL   | RT   | AS  | BR  | TO  | PPJ  |
| -------- | -------- | -- | -- | ---- | ---- | ---- | ---- | ---- | --- | --- | --- | ---- |
| 2017–18  | DePaul   | 28 | 1  | 9.9  | .518 | .214 | .579 | 3.1  | .4  | .5  | .5  | 3.6  |
| 2018–19  | DePaul   | 36 | 28 | 26.9 | .562 | .405 | .770 | 8.5  | .9  | 1.1 | 1.5 | 12.3 |
| 2019–20  | DePaul   | 29 | 29 | 31.7 | .516 | .308 | .738 | 10.7 | 1.6 | 1.9 | 2.6 | 15.1 |
| Carreira | Carreira | 93 | 58 | 22.8 | .532 | .309 | .695 | 7.4  | .9  | 1.1 | 1.5 | 10.3 |

Fonte:

## Vida pessoal
O pai de Reed, Paul, jogou basquete universitário na Old Dominion e na UCF, e depois jogou basquete profissional na Europa. Ele tem quatro irmãs. Seu tio, Mike Sims-Walker, jogou na National Football League (NFL).

Além do basquete profissional, Reed é conhecido nas redes sociais por vender seus moletons rotulados como 'Out the Mud'. Esse nome faz referência a um tweet que Paul postou quando não recebeu tempo de jogo em uma partida.